# تومي كوكي
تومي كوكي (بالإنجليزية: Tommy Cooke)‏ هو فلاح أيرلندي، ولد في 16 أغسطس 1914، وتوفي في 13 فبراير 2014 في Caherconlish ‏ في جمهورية أيرلندا.